# Апраксин, Степан Степанович
Степа́н Степа́нович Апра́ксин (13 июля 1757 — 8 февраля 1827) — русский генерал от кавалерии (1798) и смоленский военный губернатор (1803), единственный сын фельдмаршала Степана Фёдоровича Апраксина, создатель усадьбы Ольгово. Живя на склоне лет в Москве на широкую ногу, остался в памяти горожан как радушный хлебосол и завзятый театрал.

## Биография
Происходил из нетитулованной ветви рода Апраксиных. Родился в Риге 13 июля 1757 года гораздо позже своих сестёр, Марии Талызиной и Елены Куракиной; у первой в доме он и воспитывался, оставшись рано сиротой.
Крестник Императрицы, он с младенчества был уже записан прапорщиком в лейб-гвардии Семёновский полк и, при поступлении на действительную службу, в 1772 году, произведён в капитаны, а 22 февраля 1777 года был назначен флигель-адъютантом и переведён полковником в Киевский пехотный полк, с которым участвовал в крымских походах против турок генералов графа де Бальмена, Игельстрома и Потёмкина.
В 1783 году, в чине бригадира, Апраксин определен в Астраханский драгунский полк на Кавказе. Командуя отдельным отрядом, особенно отличился 7 и 8 июля 1785 года в битве с чеченцами на Сунже и 2 декабря 1785 года при поражении закубанских горцев, за что пожалован орденом св. Владимира 3-й степени. 12 февраля 1786 года Апраксин был произведён в генерал-майоры и в сентябре того же года назначен шефом Астраханского драгунского полка, а в ноябре награждён орденом Св. Анны.

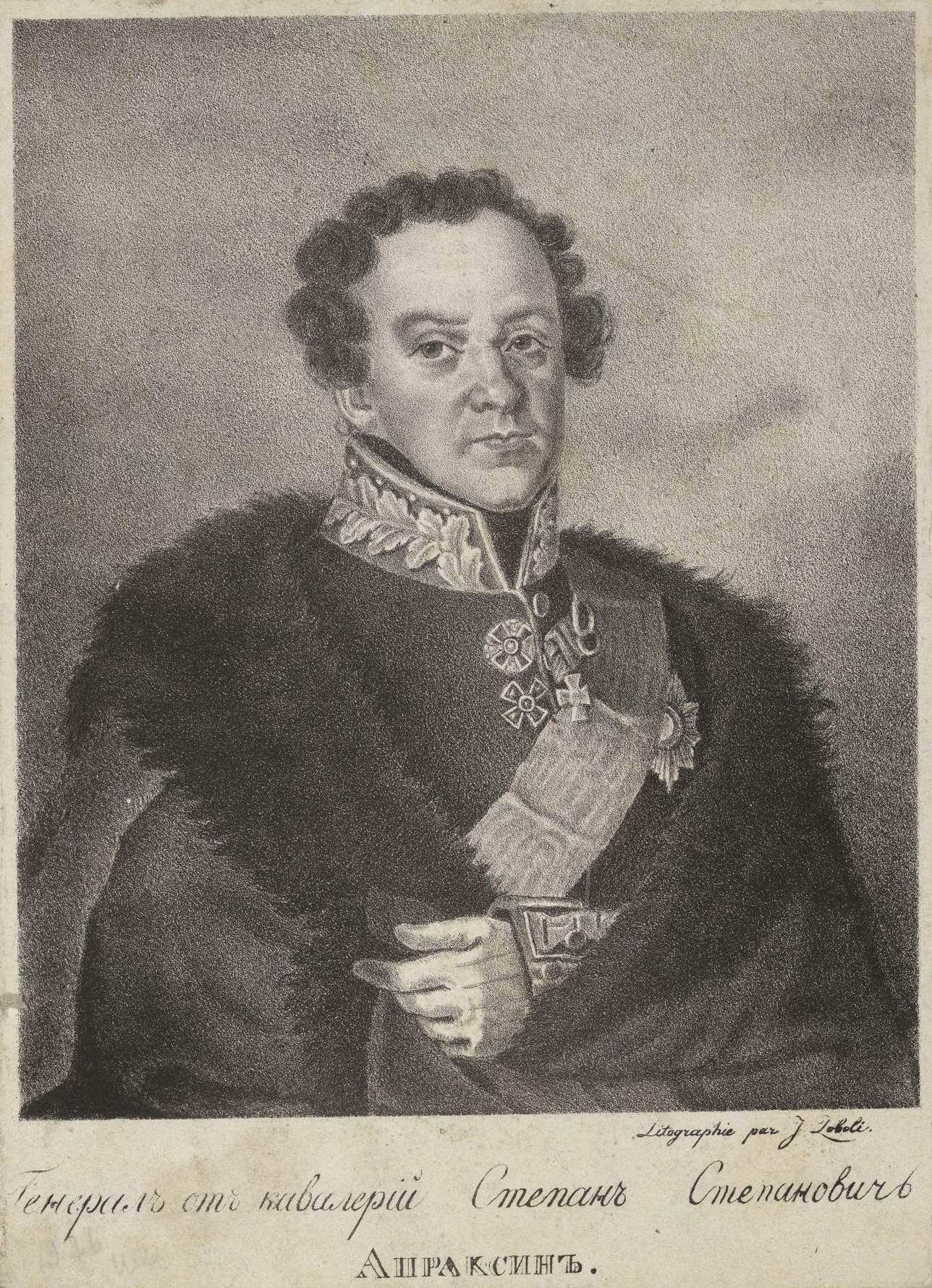
Апраксин С. С., генерал от кавалерии. Лит. 1820-х гг.

В кампании 1788 года против турок он находился при осаде Очакова и неоднократно участвовал в отражении неприятельских вылазок. В 1793 г. произведён в генерал-лейтенанты. В 1794 году участвовал в походе против польских конфедератов и пользовался большим расположением А. В. Суворова. В 1796 году командовал корпусом войск, расположенных на турецкой и австрийской границах. С восшествием на престол императора Павла I, 3 декабря 1796 года назначен шефом Астраханского драгунского полка.
Произведённый 12 марта 1798 года в генералы от кавалерии, Апраксин в декабре того же года был уволен за болезнью в отставку. Но при вступлении на престол Александра I снова поступил на службу и был назначен сначала инспектором кавалерии московской и смоленской инспекции, а затем, в 1803 году, на должность Смоленского военного губернатора. За беспорочную выслугу 25 лет в офицерских чинах Апраксин 26 ноября 1803 года был награждён орденом св. Георгия 4-й степени (№ 1501 по кавалерскому списку Григоровича — Степанова) и в 1804 году был удостоен ордена св. Александра Невского.
В 1807 году, по Высочайшему повелению, на Апраксина было возложено сформирование 16-й пехотной дивизии, с которой он находился в походе на Дунай до апреля 1808 года.

## Частная жизнь

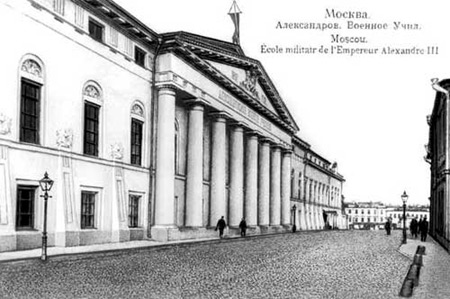
Дом С. С. Апраксина на Знаменке близ Арбатской площади — впоследствии Александровское училище

В 1809 году Апраксин вторично вышел в отставку и поселился в Москве в своём доме на углу Знаменки, где, доживая дни, славился широким гостеприимством и пышностью, поддерживая в полном смысле достоинство русского вельможи. Хлебосольство Апраксина доходило до гомерических размеров, особенной пышностью отличался бал, данный 7 января 1818 года по случаю пребывания царского двора в Москве, когда званных гостей было около 1000 человек.

Впрочем, кроме обедов и приемов, Апраксин устраивал у себя в доме и литературные чтения, концерты и спектакли. В доме был театр, на котором играли и императорские актеры, и приезжие знаменитости, и крепостные артисты. Постановка пьес поражала роскошью; в опере «Диана и Эндимион» на сцене бегали олени, слышался лай гончих. В 1827 году на апраксинской сцене шла опера Дж. Россини «Сорока-воровка» и на спектакле был А. С. Пушкин с Ф. Ф. Вигелем. Драматург С. П. Жихарев писал о доме Апраксина:
Богат-пребогат, фамилия не только знатная, но и заслуженная, дом как полная чаша; своя музыка, свой театр, свои актеры, любит жить на большую ногу, приветлив и радушен — гуляй, Москва!

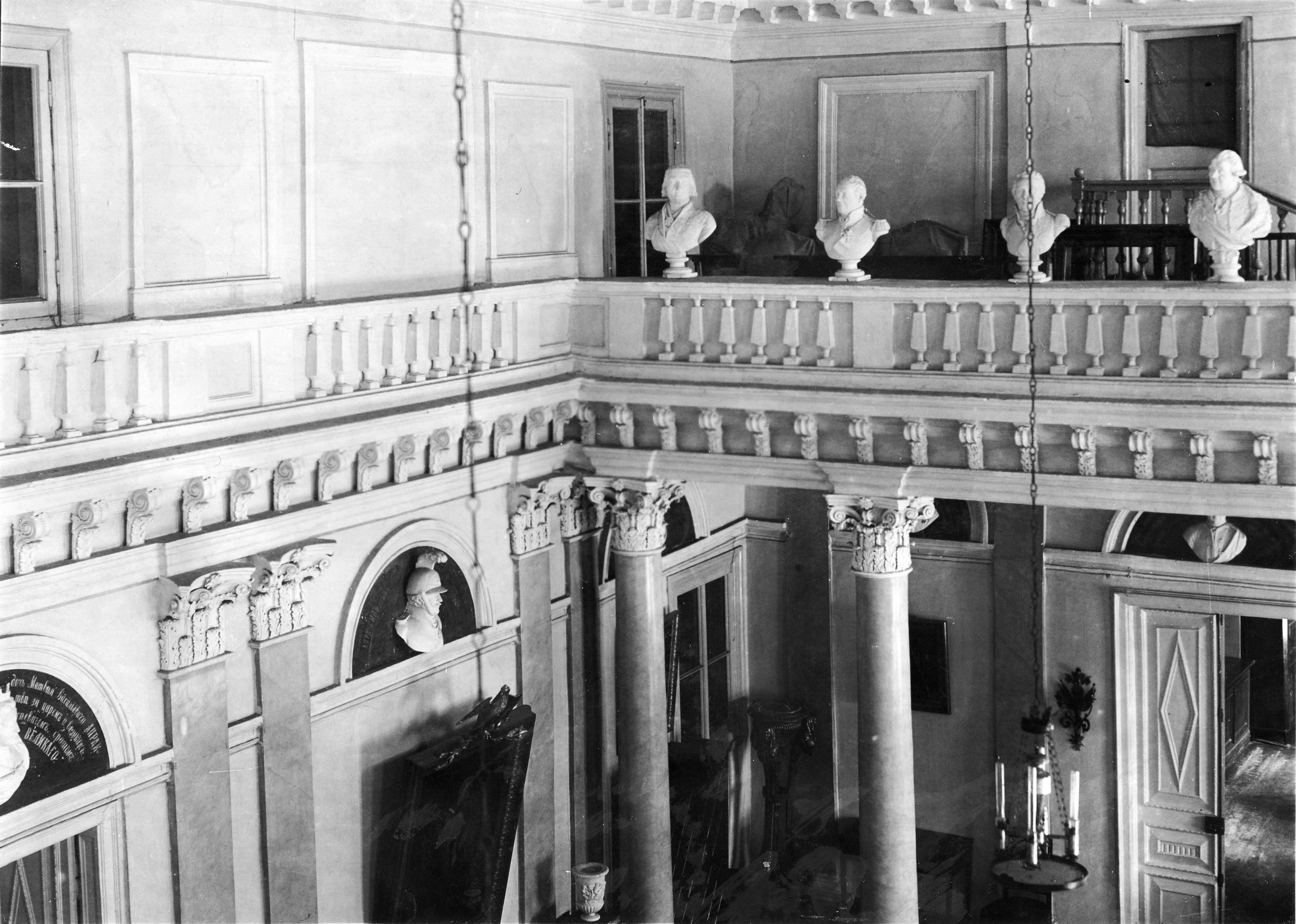
Парадный зал Льговского дворца

Принимал Апраксин всю Москву и у себя в роскошном имении Льгово, где жизнь была также полна развлечений и забав; гости никогда не переводились; коляски, одна за другой, мчались из столицы. В Льгове были свои фабрики — писчебумажная и суконная, химический завод; дворовых было до 1000 человек. Живя в Льгове, Апраксин вставал рано утром и отправлялся по хозяйству; все встречавшиеся должны были идти за ним, так что возвращался он домой уже с целой свитой. По дороге заходил к дворовым, нередко выпивал чашку чаю, если встречал ребёнка, приказывал его скорее умыть, считая свой глаз дурным. Иногда он ездил в окрестности обедать, пить чай, провести вечер, иногда барабаном созывался в усадьбу народ, которому объявлялось, что у барина сегодня праздник! Работы прекращались, крестьянам выкатывали бочки с вином и пивом, и Апраксин приказывал веселиться. Имея слабость к постройкам, Апраксин всегда что-нибудь или ломал, или строил, и не терпел возражений в этом случае; денежные траты его не смущали, он только похлопывал себя по карману и говорил: «У меня тут всё есть».

Умер Апраксин в Москве 8 февраля 1827 года от простуды и был похоронен в некрополе Новодевичьего монастыря, памятник был цел еще в 1929 году. (могила уничтожена в советское время). Булгаков А. Я. сообщал своему брату:
Апраксин скончался вчера в пять часов пополудни. Вчера только и разговора было, что о сей смерти. Доктора уверяют, что главная болезнь моральная и пораженное воображение. Степан Степанович давно уже иначе не ездил со двора, как с кем-нибудь в карете. Он имел два видения в разные эпохи своей жизни; второй раз старик, который ему представился, сказал, что в третий раз явится объявить ему о кончине, и подлинно, старец дней десять тому назад явился Апраксину для сдержания слова своего, и это чрезмерно испугало и встревожило больного. Хозяин дома умер, а за стеною пели итальянцы оперу; это бы ничего, но театр был набит приятелями покойного, иные почитали себя обязанными делать печальную рожу. Апраксин был, конечно, самый пустой человек, но в столицах такого рода люди нужны. Москва лишилась большого дома, где всех принимали и часто забавляли.

## Семья
Первый красавец своего времени, Апраксин отличался особенной склонностью к женскому полу. Он был причиной несчастия княгини Наталии Петровны Куракиной (1758—1825), бросившей для него мужа, князя С. Б. Куракина, двоюродного брата Апраксина. Он же, изменяя Куракиной, влюбился в свою родственницу красавицу княжну Екатерину Владимировну Голицыну (1770—1854), дочь известной «Пиковой дамы» Н. П. Голицыной, и женился на ней 13 июля 1793 года. Екатерина Владимировна была фрейлиной Екатерины II, числилась кавалерственной дамой ордена св. Екатерины 2-й и 1-й степеней и в звании статс-дамы состояла гофмейстериной великой княгини Елены Павловны. Их брак вышел счастливым, они имели трех дочерей и трех сыновей.
- Наталия Степановна (14.11.1794—07.05.1890), фрейлина, художник-любитель, была замужем с 1817 года за егермейстером князем С. С. Голицыным (1783—1833); была известна своей широкой благотворительностью.
- Владимир Степанович (13.11.1796—1833), воспитывался в доме кн. Н. П. Голицыной, был особенно ею любим, он же был единственным человеком, кто её не боялся. Участник Отечественной войны 1812 года, высочайшим указом от 25 марта 1817 года назначен флигель-адъютантом в «признательность за отличную службу» дядей его генерала от кавалерии князя Голицына и генерал-адъютанта графа Строганова; с 1824 года — полковник, с 1831 года — генерал-майор. Умер от холеры. Был женат с 1818 года на графине Софье Петровне Толстой (1800—1886), дочери генерала П. А. Толстого.
- София Степановна (09.11.1797—03.02.1885), статс-дама, учредительница «Дамского попечительства о бедных», основала Комиссаровское техническое училище, участвовала в деятельности Тюремных комитетов; с 1817 года была второй женой князя А. Г. Щербатова (1776—1848), члена Государственного совета, Московского генерал-губернатора.
- Степан Степанович (06.12.1798[11]—23.12.1798), похоронен в Новодевичьем монастыре[12].
- Агриппина Степановна (06.12.1798[11]—13.08.1800), близнец с братом, крестница графа Н. И. Салтыкова и графини Д. П. Салтыкова; похоронена в Борисоглебском монастыре[13].
- Виктор Степанович (08.06.1802— ?), крестник графа А. С. Строганова.

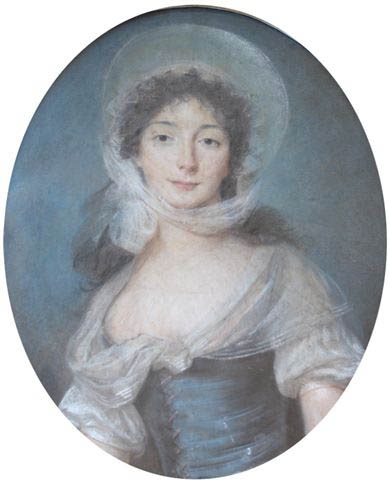
Екатерина Владимировна, жена
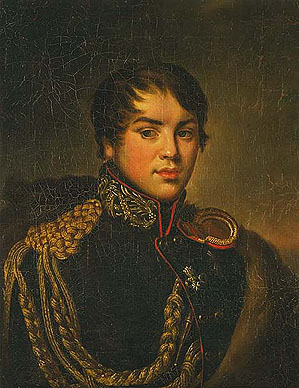
Владимир Степанович, сын
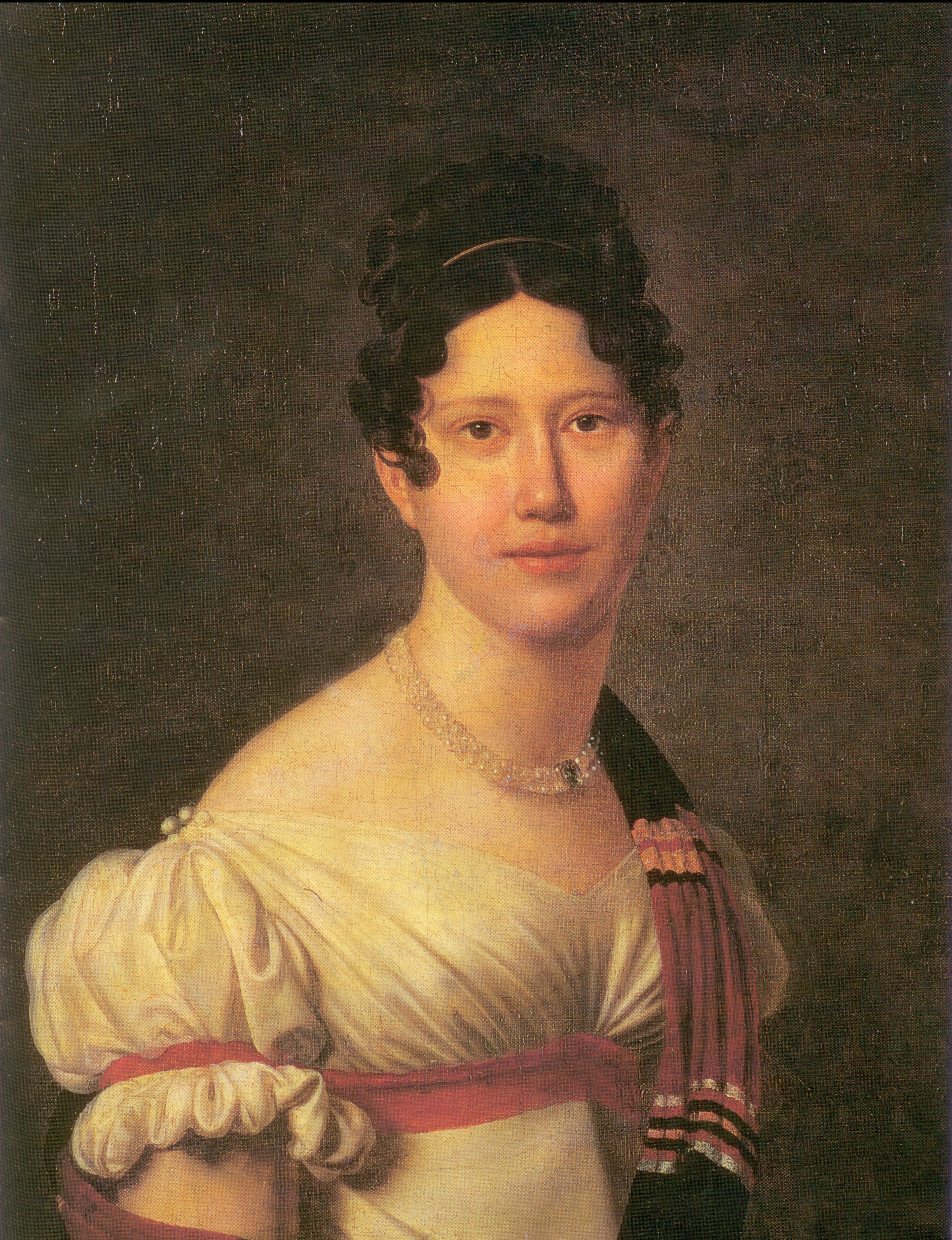
Софья Петровна, невестка
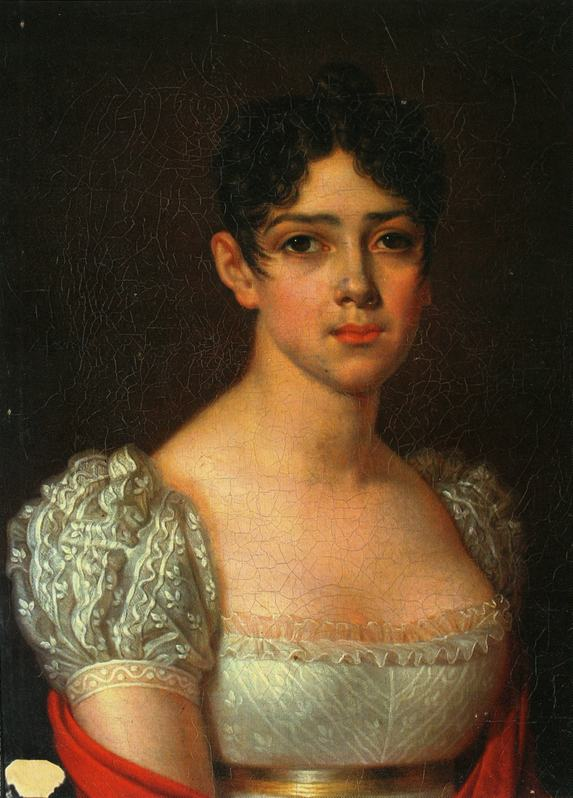
Наталья Степановна, дочь
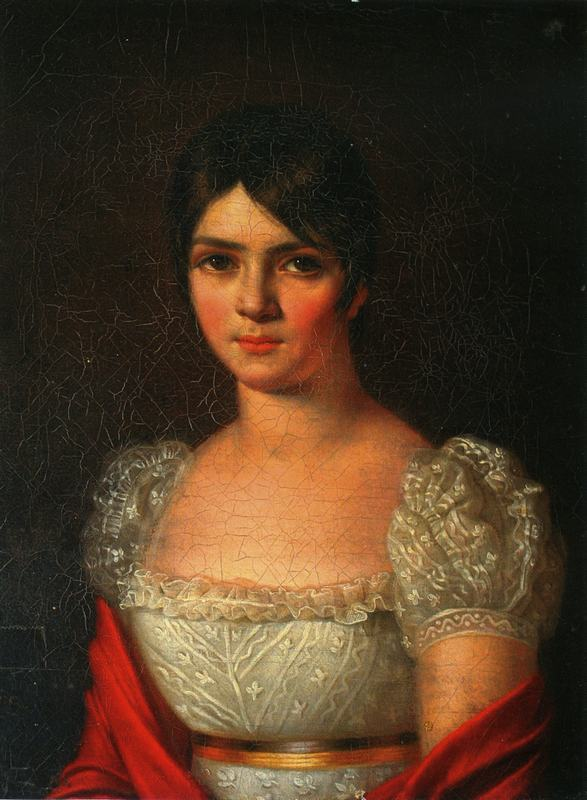
Софья Степановна, дочь